# Pierre-Joseph de Lastic-Lescure
Pierre-Joseph de Lastic-Lescure, né en 1726 à Saint-Martin-sous-Vigouroux et mort le 5 septembre 1812 en Catalogne, est un prélat français qui fut le dernier évêque de Rieux.

## Biographie
Pierre-Joseph de Lastic est le fils de Guillaume de Lastic, seigneur de Lescure et de son épouse Marguerite Bonafox. Destiné à l'Église, il devient le vicaire général de son oncle Antoine de Lastic, l'évêque de Comminges. Transféré en 1763 à Châlons-sur-Marne, Il est nommé évêque de Rieux en 1771, confirmé le 29 juillet et consacré en septembre suivant par Antoine-Éléonor-Léon Leclerc de Juigné, l'évêque de Chalons. Il est pourvu en 1784 en commende de l'abbaye de Nizors dans le diocèse de Comminges. 
Dernier évêque de Rieux lors de la suppression de son évêché par la constitution civile du clergé en 1790, il émigre dans le royaume d'Espagne et se retire dans le monastère de Saint-Benoît-de-Bages dépendant de l'abbaye de Montserrat. Lors de la signature du concordat de 1801, il démissionne de l'ancien diocèse de Rieux et conserve le titre d'évêque émérite jusqu'à sa mort en Catalogne le 5 décembre 1812.